# Landi (Adelsgeschlecht)

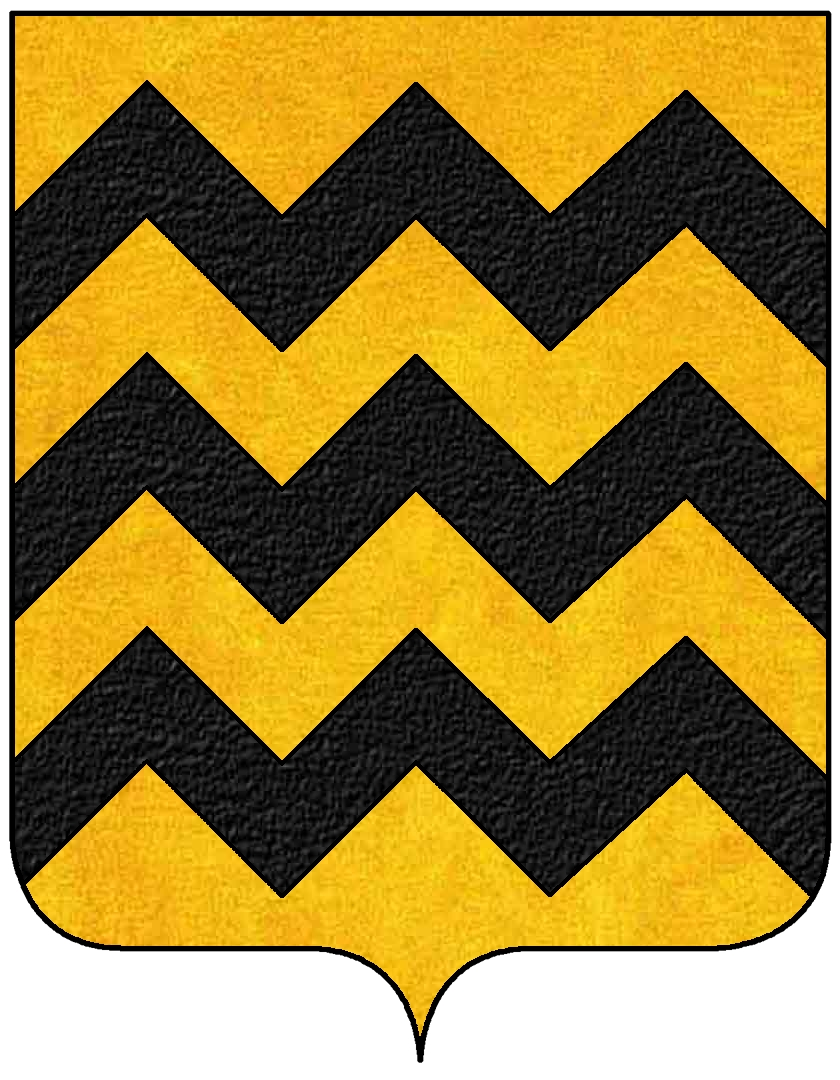
Stammwappen der Landi

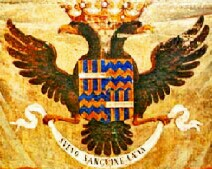
Fürstliches Wappen der Landi

Landi ist der Name eines Patriziergeschlechts aus Piacenza, das in den italienischen Adel aufstieg. 
1551 wurden die Landi von Kaiser Karl V. zu Markgrafen und in einer Linie zu Reichsfürsten erhoben. 

## Geschichte
Über den Ursprung der Landi aus Piacenza ist wenig bekannt. Man vermutet, dass ein Rodolfo Landi ihr Stammvater ist. Bereits im 12. Jahrhundert erloschen verschiedene Familien Landi, deren eventueller Zusammenhang nicht mehr rekonstruierbar ist. Es wird spekuliert, dass sie von einem Vorfahr namens Lando oder Orlando abstammen könnten. Nachzuweisen ist dies aber nicht. 
Viele Landi übernahmen öffentliche Funktionen in Piacenza und in anderen Städten. Möglicherweise betätigten sich einzelne Zweige im Bankgeschäft. Im 13. Jahrhundert kam jedenfalls ein Zweig zu erheblichem Wohlstand, dem ein Guglielmo I. entstammt, der zum Podestà von Vicenza und später von Mailand gewählt wurde. Sein Sohn Giannone amtierte als Podestà in Vercelli, dessen Söhne waren Guglielmo II. und Ubertino (oder Umberto). Im Lauf des 13. Jahrhunderts gelang der Familie der Erwerb einiger Herrschaften am Ligurisch-Emilianischen Apennin. 
Die Familie spaltete sich in mehrere Linien auf, die bekannteste ist die von Compiano, die von Giannone Landi, einem Urenkel von Rodolfo, abstammt. Im Valle del Ceno hatte Ubertino Landi aus Piacenza 1257 die Burg von Compiano sowie die benachbarte Burg von Bardi erworben. 1551 erhielten die dortigen Landi von Kaiser Karl V. das Marchesat und das Privileg, Münzen zu schlagen. 
Seit dem 13. Jahrhundert besaß die Landi-Familie auch einen großen Teil des Val di Taro (Tal des Taro) in der heutigen Provinz Parma, im damaligen Kirchenstaat gelegen. Sie konkurrierten mit den Fieschi aus Genua um die Vorherrschaft über die Repubblica di Borgo Val di Taro. 1547 wurden die Fieschi wegen eines Aufstandes in Genua entmachtet und Agostino Landi wurde 1551 für seine Verdienste von Kaiser Karl V. zum Reichsfürsten von Val di Taro erhoben.

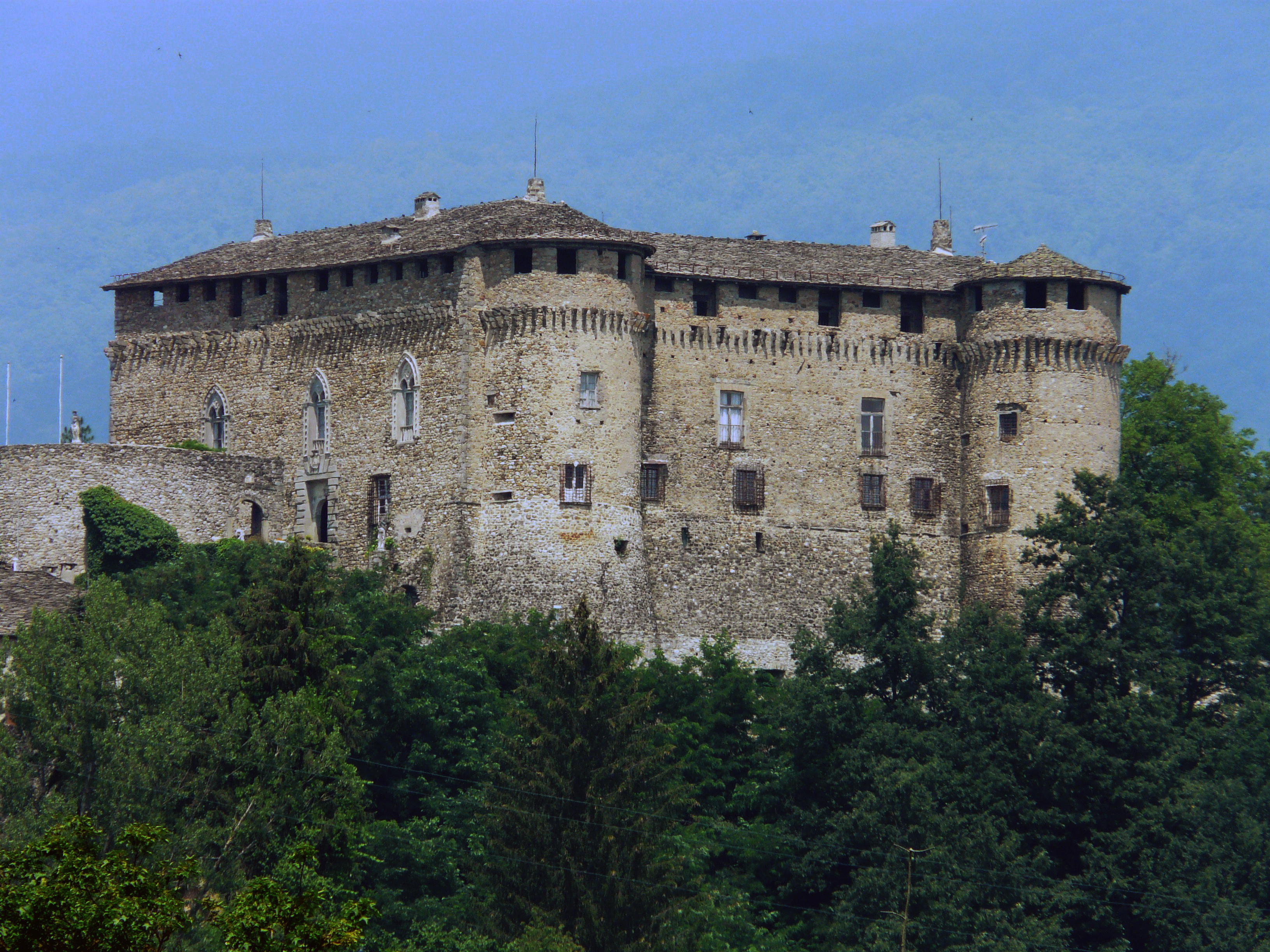
Burg Compiano
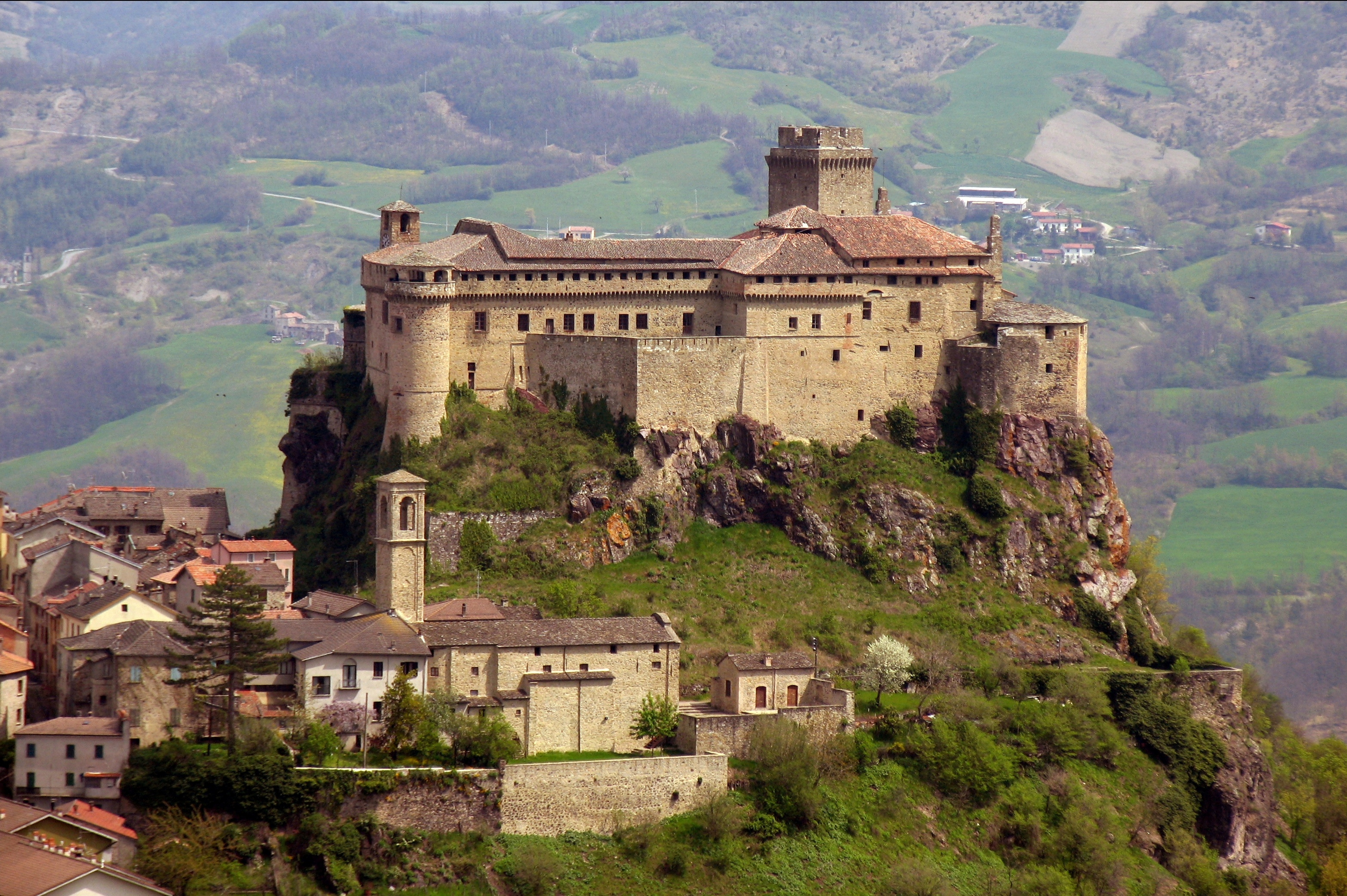
Burg Bardi

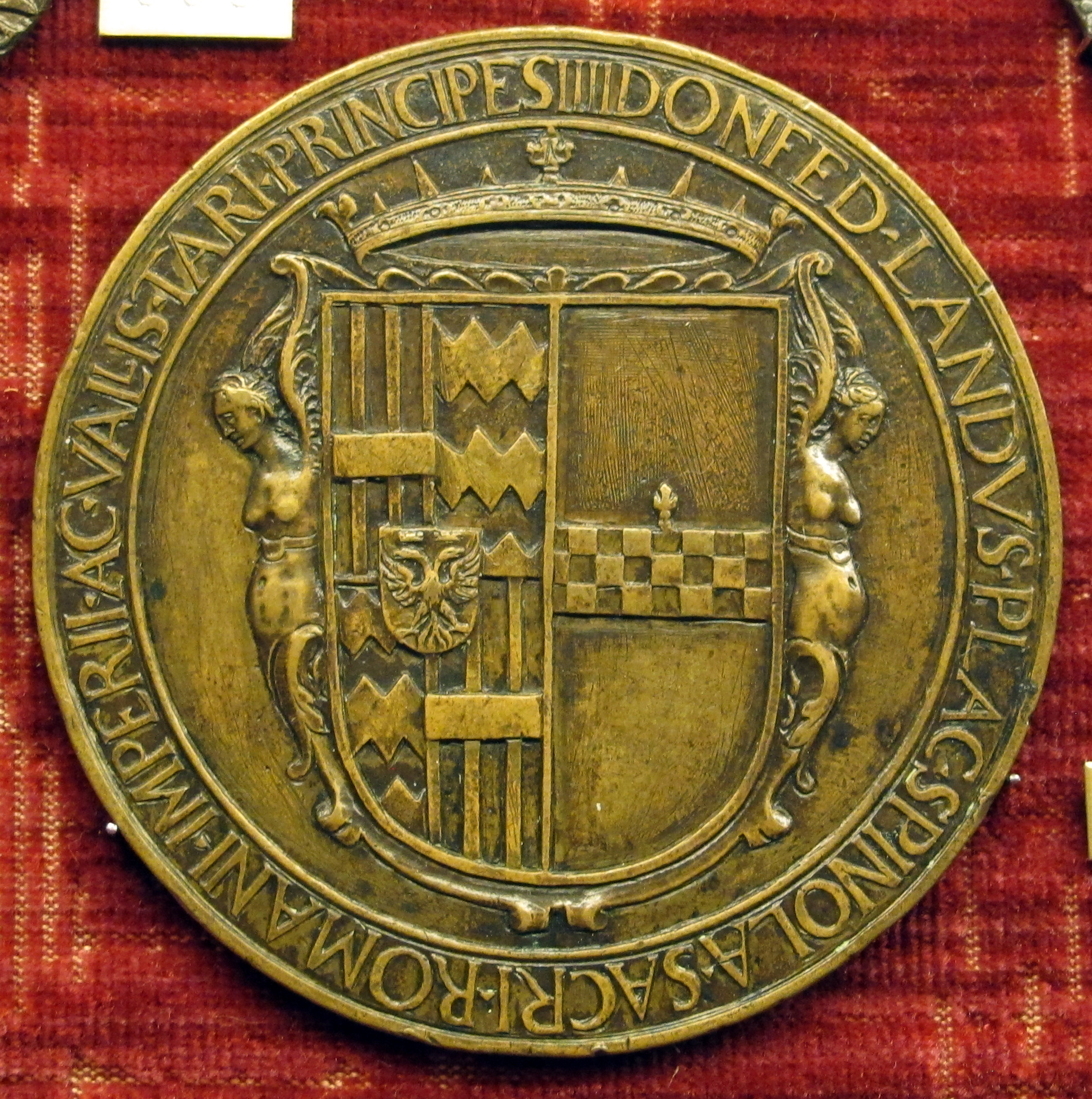
Medaille für Claudios Sohn Federico Landi, 4. Fürst des Val di Taro († 1630), verheiratet mit Placida Spinola

Von 1551 bis 1582 waren die Landi Fürsten des Val di Taro. Ihr Fürstentum wird auch Lo Stato Landi genannt; obwohl dieser Begriff nicht weit verbreitet ist, gibt es eine umfangreiche Dokumentierung im Apostolischen Archiv, im Vatikan. 1582 wurden ihre dortigen Ländereien wegen einer gescheiterten Verschwörung gegen die Farnese-Familie an Ottavio Farnese übergeben, etwa dreißig Jahre vor der bekannteren Sanvitale-Verschwörung. Agostinos jüngerer Sohn Claudio Landi, Fürst des Val di Taro, verschwörte sich mit Giambattista Anguissola und Giammaria und Cammillo Scotti, um Farnese zu ermorden, doch der Komplott flog auf; Landi verlor das Val di Taro, seine Mitverschwörer wurden ermordet. 1578 wurden Landi seine Titel aberkannt und er 1580 zum Tode verurteilt. Da er jedoch ein Fürst des Heiligen Römischen Reiches war, wurde er dem Urteil eines gewöhnlichen Gerichts nicht unterworfen. Am 27. September 1583 wurde er von Kaiser Rudolf II. begnadigt, der auch die Rückgabe Landis konfiszierten Ländereien anordnete, was jedoch nicht geschah. Erst im 17. Jahrhundert wurde die Familie wieder in ihre vollen angestammten fürstlichen Rechte über das Val di Taro eingesetzt.
Claudios Tochter, Maria Landi, heiratete am 15. September 1595 Ercole Grimaldi, den Herren von Monaco. Nachdem Ercole 1604 ermordet worden war, wurde Marias Bruder, Federico Landi († 1630), Vormund ihres Sohnes Honoré, der im Alter von sechs Jahren Herr und später Fürst von Monaco wurde.
Fürst Federico Landi († 1630) war Ritter des Ordens vom Goldenen Vlies. Er hatte eine Erbtochter, Maria Polissena († 1679), die den Genueser Giovanni Andrea II. Doria, Fürsten von Melfi, heiratete. Gemeinsam begründeten sie 1626 das Haus Doria-Landi. Maria Polissenas Sohn Giovanni Andrea III. Doria-Landi wurde Fürst von Melfi und Val di Taro. Er heiratete 1671 Anna Pamphilj von Gubbio, die Erbin des berühmten Palazzo Doria-Pamphilj in Rom und großer Ländereien. 1646 mussten die Doria-Landi auf Druck von Urban VIII. das Val di Taro an die Familie Farnese abtreten, die es ihrem Herzogtum Parma angliederte. Der römische Zweig der Familie Pamphilj starb 1760 mit Girolamo Pamphilj aus. 1763 nahm Fürst Andrea IV. Doria-Landi daher den Namen Doria–Pamphilj–Landi an. Diese Linie ist im Jahre 2000 mit Donna Orietta, einziger Tochter des Fürsten Filippo Doria Pamphilj Landi, ebenfalls erloschen; den Palazzo in Rom mit seiner berühmten Kunstsammlung erbten ihre Adoptivkinder Jonathan und Gesine, die auch den Namen Doria–Pamphilj–Landi erhielten.
Die Landi zu Bardi und Compiano starben 1682 aus und ihr Besitz fiel an ihre Rivalen Farnese.